# Portia heteroidea
Portia heteroidea là một loài nhện trong họ Salticidae.
Loài này thuộc chi Portia. Portia heteroidea được Xie & Chang-Min Yin miêu tả năm 1991.